# مانامبوندرو
مانامبوندرو (به لاتین: Manambondro) یک منطقهٔ مسکونی در ماداگاسکار است که در ونگایندرانو واقع شده‌است. مانامبوندرو ۱۵٬۰۰۰ نفر جمعیت دارد و ۵ متر بالاتر از سطح دریا واقع شده‌است.